# Zeegezicht bij Scheveningen
Zeegezicht bij Scheveningen is een schilderij van de Nederlandse kunstschilder Vincent van Gogh, in olieverf op doek, 36,4 bij 51,9 centimeter groot. Het werd geschilderd in augustus 1882 te Scheveningen en toont het strand en de Noordzee op een stormachtige dag. Het werk bevindt zich in het Van Gogh Museum te Amsterdam.
Van Gogh schreef over het werk in een brief aan zijn broer Theo van Gogh gedateerd op 26 augustus 1882:

Het was toch zoo mooi op Schevening dezer dagen. De zee was vóór die storm haast nog imposanter dan toen het eigentlijk storm was. Gedurende den storm zag men de golven veel minder en was er minder een effekt als van de voren van een omgeploegd land.

Het schilderij is deel van de rijkscollectie en wordt sinds 1989 beheerd door het Van Gogh Museum, maar werd gestolen op 7 december 2002 samen met het werk Het uitgaan van de Hervormde Kerk te Nuenen. De schilderijen werden 13 jaar later gevonden in een woning in de Italiaanse gemeente Castellammare di Stabia vlak bij Napels. Sinds maart 2017 worden de werken weer tentoongesteld in het Van Gogh Museum.